# Blepharita trisignata
Blepharita trisignata là một loài bướm đêm trong họ Noctuidae.